# 오사카부도 제259호선
259번 오사카부도(일본어: 大阪府道259号淡輪停車場線→오사카부도 259호 단노와 정차장선)는 오사카부 센난군 미사키정에서 난카이 본선 단노와 역에서 와카야마현도·오사카부도 제752호선으로 통과하고 있는 일반 부도이다.

## 노선 정보
- 육상 거리 : 654m
- 기점 : 오사카부 센난군 미사키정 단노와 역 (단노와 정차장)
- 종점 : 오사카부 센난군 미사키정 단노와 (단노와나카 교차로에서는 와카야마현도·오사카부도 제752호선과 서로 교행

## 지리
- 통과하는 지자체 : 센난군 미사키정
- 교차하는 도로 : 와카야마현도·오사카부도 제752호 오카야마 한난 선
- 연선 : 다음과 같음.
  - 난카이 본선 단노와 역
  - 미사키정립 단노와 소학교
  - 오사카시설 센난 메모리얼 파크